# Buteogallus solitarius
L'aquila solitaria (Buteogallus solitarius (Tschudi, 1844)) è un uccello rapace della famiglia degli Accipitridi.

## Descrizione
È un rapace di grande taglia, che può raggiungere i 3 kg di peso, una lunghezza che può variare dai 63 ai 76 cm e un'apertura alare di 150–180 cm. Il piumaggio è uniformemente di colore grigio ardesia.

## Biologia
La sua biologia è poco nota, la sua dieta consisterebbe in massima parte di serpenti., è soprannominata Aquila nomade dai biologi boliviani per la vasta zona che ricopre nel territorio durante il suo periodo di vita.  

## Distribuzione e habitat
L'areale di questa specie si estende dal Messico occidentale all'estremo nord-occidentale dell'Argentina, con avvistamenti confermati in Nicaragua, Belize, Guatemala, Costa Rica, Panama, Venezuela, Colombia, Perù, Ecuador e Bolivia.
Localmente rara, popola le foreste tropicali e subtropicali, tra i 600 e i 2.200 m di altitudine.

## Conservazione
La IUCN Red List classifica Buteogallus solitarius come specie prossima alla minaccia di estinzione (Near Threatened).